# David B. Hill
David Bennett Hill (29. august 1843 i Havana (nu Montour Falls), New York – 20. oktober 1910 i Albany, New York) var en amerikansk demokratisk politiker.
Han var Grover Clevelands viceguvernør i New York 1883-1884. Hill blev guvernør i New York i 1885 efter at Cleveland tiltrådte som USA's præsident. Han var guvernør til 1892 og derefter medlem af USA's senat for New York 1892-1897.
Under Hills tid som guvernør blev William Kemmler henrettet i elektrisk stol i Auburn, New York. Udførelsen som skete i 1890 var den første, hvor den elektriske stol blev brugt til at henrette et menneske. New York blev dermed den første delstat i USA og først i verden med at tage den nye henrettelsesmetode i brug.
Hills grav findes på Montour Cemetery i Montour Falls.